# Christian Gabriel et Fredy
 (mars 2017).
Christian Gabriel est un ventriloque français originaire de Clermont-Ferrand. Il s'est produit dans de grands music-halls et cabarets parisiens. Il a également participé à des émissions de télévision, notamment celles du Plus Grand Cabaret du monde de Patrick Sébastien sur France 2 et "La classe" sur FR3.
Du 17 octobre au 1er novembre 2015, Christian Gabriel s'est produit au parc d'attractions Nigloland proposant deux types d'animations, la première : la Brigade de la Peur et le soir à l'Hôtel des Pirates un spectacle de ventriloque avec son acolyte La Bidouille nommé Les aventures de Fredy le Pirate.